# てぶくろてっちゃん
- 藤子不二雄 > 連載 > てぶくろてっちゃん
- 藤子不二雄 > 藤本弘 > 著作 > てぶくろてっちゃん

『てぶくろてっちゃん』は、藤子不二雄による日本の漫画。『たのしい一年生』（講談社）において1960年から連載開始。1年ごとに『たのしい二年生』『たのしい三年生』へと連載が引き継がれ、1963年の『たのしい三年生』休刊とともに連載を終了。その3年後の1966年には『ディズニーランド』（講談社）でも短期連載が行なわれた。藤子の初期の代表作の一つ。
1966年に発表された『ディズニーランド』版は藤本弘と安孫子素雄による合作。てっちゃん、パパの作画を安孫子素雄が、みっちゃん、ママの作画を藤本弘が担当している。その他の人物は#2と#4では安孫子が、#3では藤本が作画を担当している。

## 概要
講談社の学習雑誌の創刊時は、すでに先発していた小学館や学研といった強豪各社の学習雑誌に劣らない誌面作りが目指されており、特に『たのしい一年生』は学年誌の先陣を切る重責があった。そのような背景のもと、同誌の柱となる連載漫画として掲載された作品が本作である。しかしながら当時、学習雑誌は漫画のページ数が抑制されており、小学館の『小学一年生』すら漫画の多さが批判されるほどの時代だったため、『たのしい一年生』での漫画のページ数は多くても30パーセント程度という事情があり、本作の第1話はたった2ページだった。これには藤本が『週刊少年サンデー』で連載を抱えていたために時間が取れなかったことも理由の一つと見られている。しかし同年5月号と6月号にはすでに別冊付録として32ページに拡大され、その後も別冊付録での連載を中心として『たのしい二年生』『たのしい三年生』へと連載が引き継がれ、『たのしい三年生』休刊後にも『ディズニーランド』で連載が再開されていることから、読者からの人気ぶりがうかがえる。
物語の主軸は、藤本の代表作『ドラえもん』のような不思議な道具である。本作の道具には、『ドラえもん』のどこでもドアのようにどこにでも行ける扉をはじめ、同作のひみつ道具に類似したものが多く登場しており、道具にまつわる藤本の漫画の先駆けとも、本作のこれらの道具が『ドラえもん』の道具のヒントになったともいわれる。藤子・F・不二雄ミュージアムでも本作をF作品の原点として捉え、『ドラえもん』と並べて比較できるように紹介している。また、『パーマン』『キテレツ大百科』『バケルくん』など藤子の他作品を髣髴させる道具も多く、『ドラえもん』に登場するジャイアンのジャイアニズムを思わせるセリフが登場するなど、後の藤本の代表作に繋がる要素が多く散見されている。かつて『パーマン』を担当していた小学館編集者の野上暁は、本作を『ドラえもん』の原点にして、その後の作品の要素を多く含んだ隠れた名作としており、前述の2ページの過ぎない第1話も、その密度の濃さと物語の豊かさを評価している。
1963年、藤本単独作の『すすめロボケット』とともに第8回小学館漫画賞を受賞。後に藤本は本作を、自らの節目になった重要な作品と語っている。
2011年には、小学館から『藤子・F・不二雄大全集』として刊行され、初単行本化が実現した。

## あらすじ
主人公の少年・てっちゃん（てつお）の持つ不思議な手袋。この手袋で作ったものは、作り物でも本物のように動き、どんなものでも作り上げることができる。ひとりでに動く折り紙、自分の意思で動くロボット、タイムトラベルできる時計。てっちゃんはこれらの道具で、友達の少女・ようこちゃんとともに遊び、楽しい日々を過ごしてゆく。

## 書誌情報
- 『てぶくろてっちゃん』 小学館〈藤子・F・不二雄大全集〉、全2巻
  1. 2011年3月2日発行（2011年2月25日発売[10]）、ISBN 978-4-09-143453-1
  2. 2011年5月30日発行（2011年5月25日発売[10]）、ISBN 978-4-09-143461-6